# 50-я церемония «Грэмми»
50-я ежегодная церемония вручения наград «Грэмми» состоялась 10 февраля 2008 года в Staples Center (Лос-Анджелес, Калифорния). Награды вручались за записи, сделанные за музыкальный год с 1 октября 2006 по 30 сентября 2007.

## Церемония награждения

### Выступления
На церемонии выступали:
| - Состав фильма «Через вселенную» - Бейонсе - Андреа Бочелли - Ann Marie Calhoun (победительница My Grammy Moment) - Состав Cirque du Soleil «Love» - Daft Punk - Файст | - Ферги - Eldar - Джон Фогерти - Foo Fighters - Арета Франклин - Джош Гробан - Херби Хэнкок - Israel and New Breed - Алиша Киз - Кид Рок | - Дэйв Коз - Джон Пол Джонс (музыкант) - Lang Lang - Джон Ледженд - Джерри Ли Льюис - Джон Мейер - Литл Ричард - Брэд Пейсли - Рианна - Keely Smith | - The Clark Sisters - The Madison Bumblebees - The Time - Тина Тёрнер - Trin-i-tee 5:7 - Кэрри Андервуд - Канье Уэст - BeBe Winans - Эми Уайнхаус (с сопровождением из Лондона) |

### Награды вручали
Ниже в алфавитном порядке представлены люди, вручавшие награды.
| - Эйкон - Джейсон Бейтман - Тони Беннетт - Dierks Bentley - Крис Браун - Шер - Натали Коул - Майли Сайрус - Ферги | - Нелли Фуртадо - Cuba Gooding, Jr. - Хуанес - Том Хэнкс - Куинси Джонс - Кид Рок - Кэрол Кинг - Solange Knowles - Синди Лопер | - Джон Ледженд - George Lopez - Лайл Ловетт - Ludacris - Joe Mantegna - Бетт Мидлер - Принс - Бонни Рэйтт - Розалин Санчес | - Keely Smith - Ринго Старр - Dave Stewart - Тейлор Свифт - Ашер - will.i.am - Энди Уильямс - Стиви Уандер |

## Номинации и награды
Ниже приведены некоторые номинации и номинанты. Победившие в своих категориях выделены жирным шрифтом.

## Специальные награды

### Персона года «MusiCares»
- Арета Франклин

### Победители Lifetime Achievement Award
- Берт Бакарак
- The Band
- Кэб Кэллоуэй
- Дорис Дэй
- Ицхак Перлман
- Max Roach
- Эрл Скраггс

### Победители Trustees Award
- Clarence Avant
- Jac Holzman
- Willie Mitchell

### Победители Technical GRAMMY Award
- Ampex Corporation
- John Eargle

### Основная категория

#### Запись года
- «Irreplaceable» — Бейонсе
- «The Pretender» — Foo Fighters
- «Umbrella» — Рианна при участии Jay-Z
- «What Goes Around.../...Comes Around» — Джастин Тимберлейк
- «Rehab» — Эми Уайнхаус

#### Альбом года
- Echoes, Silence, Patience & Grace — Foo Fighters
- These Days — Винс Гилл
- River: The Joni Letters — Херби Хэнкок
- Graduation — Канье Уэст
- Back to Black — Эми Уайнхаус

#### Песня года
- «Before He Cheats» — Josh Kear & Chris Tompkins (Кэрри Андервуд)
- «Hey There Delilah» — Tom Higgenson (Plain White T's)
- «Like a Star» — Корин Бэйли Рэй (Corinne Bailey Rae)
- «Rehab» — Эми Уайнхаус (Amy Winehouse)
- «Umbrella» — Shawn Carter, Kuk Harrell, Terius «Dream» Nash, & Christopher Stewart (Рианна при участии Jay-Z)

#### Лучший новый исполнитель
- Файст
- Ledisi
- Paramore
- Тейлор Свифт
- Эми Уайнхаус

#### Лучшее выступление в составе малого ансамбля
- Юрий Башмет вместе с оркестром «Солисты Москвы» — за исполнение произведений Стравинского и Прокофьева.

### Поп

#### Лучшее женское вокальное поп-исполнение
- «Candyman» — Кристина Агилера
- «1234» — Файст
- «Big Girls Don’t Cry» — Ферги
- «Say It Right» — Нелли Фуртадо
- «Rehab» — Эми Уайнхаус

#### Лучшее мужское вокальное поп-исполнение
- «Everything» — Майкл Бубле
- «Belief» — Джон Мейер
- «Dance Tonight» — Пол Маккартни
- «Amazing» — Seal
- «What Goes Around…/…Comes Around» — Джастин Тимберлейк

#### Лучшее вокальное поп-исполнение дуэтом или группой
- «(You Want to) Make a Memory» — Bon Jovi
- «Home» — Daughtry
- «Makes Me Wonder» — Maroon 5
- «Hey There Delilah» — Plain White T's
- «Window in the Skies» — U2

#### Лучшее совместное вокальное поп-исполнение
- «Steppin' Out With My Baby» — Тони Беннетт & Кристина Агилера
- «Beautiful Liar» — Бейонсе & Шакира
- «Gone Gone Gone (Done Moved On)» — Роберт Плант & Элисон Краусс
- «The Sweet Escape» — Гвен Стефани & Эйкон
- «Give It to Me» — Тимбалэнд при участии Нелли Фуртадо & Джастин Тимберлейк

#### Лучшее инструментальное поп-исполнение
- «Off the Grid» — Beastie Boys
- «Paris Sunrise #7» — Ben Harper & The Innocent Criminals
- «Over the Rainbow» — Дэйв Коз
- «One Week Last Summer» — Джони Митчелл
- «Simple Pleasures» — Spyro Gyra

#### Лучший инструментальный поп-альбом
- The Mix-Up — Beastie Boys
- Italia — Крис Ботти
- At the Movies — Дэйв Коз
- Good to Go-Go — Spyro Gyra
- Roundtrip — Kirk Whalum

#### Лучший вокальный поп-альбом
- Lost Highway — Bon Jovi
- The Reminder — Файст
- It Won’t Be Soon Before Long — Maroon 5
- Memory Almost Full — Пол Маккартни
- Back to Black — Эми Уайнхаус

### Танцевальная музыка

#### Лучшая танцевальная запись
- «Do It Again» — The Chemical Brothers
- «D.A.N.C.E.» — Justice
- «Love Today» — Мика
- «Don’t Stop the Music» — Рианна
- LoveStoned/I Think She Knows Interlude" — Джастин Тимберлейк

#### Лучший электронный/танцевальный альбом
- We Are the Night — The Chemical Brothers
- † — Justice
- Sound of Silver — LCD Soundsystem
- We Are Pilots — Shiny Toy Guns
- Elements of Life — Tiësto

### Традиционный поп

#### Лучший вокальный альбом в стиле традиционный поп
- Call Me Irresponsible — Майкл Бубле
- Cool Yule — Бетт Мидлер
- Trav’lin' Light — Queen Latifah
- Live in Concert 2006 — Барбра Стрейзанд
- James Taylor at Christmas — Тейлор, Джеймс

### Рок

#### Лучшее сольное вокальное рок-исполнение
- «Timebomb» — Beck
- «Only Mama Knows» — Пол Маккартни
- «Our Country» — Джон Мелленкамп
- «Radio Nowhere» — Брюс Спрингстин
- «Come On» — Lucinda Williams

#### Лучшее вокальное рок-исполнение дуэтом или группой
- «It’s Not Over» — Daughtry
- «Working Class Hero» — Green Day
- «If Everyone Cared» — Nickelback
- «Instant Karma» — U2
- «Icky Thump» — The White Stripes

#### Лучшее хард-рок-исполнение
- «Sweet Sacrifice» — Evanescence
- «The Pretender» — Foo Fighters
- «I Don’t Wanna Stop» — Оззи Осборн
- «Sick, Sick, Sick» — Queens of the Stone Age
- «The Pot» — Tool

#### Лучшее метал-исполнение
- «Nothing Left» — As I Lay Dying
- «Never Ending Hill» — Кинг Даймонд
- «Aesthetics of Hate» — Machine Head
- «Redemption» — Shadows Fall
- «Final Six» — Slayer

#### Лучшее инструментальное рок-исполнение
- «The Ecstasy of Gold» — Metallica
- «Malignant Narcissism» — Rush
- «Always with Me, Always with You» — Джо Сатриани
- «Once Upon a Time in the West» — Брюс Спрингстин
- «The Attitude Song» — Стив Вай

#### Лучшая рок-песня
- «Come On» — Lucinda Williams
- «Icky Thump» — Jack White
- «It’s Not Over» — Daughtry
- «The Pretender» — Foo Fighters
- «Radio Nowhere» — Брюс Спрингстин

#### Лучший рок-альбом
- Daughtry — Daughtry
- Revival — Джон Фогерти
- Echoes, Silence, Patience & Grace — Foo Fighters
- Magic — Брюс Спрингстин
- Sky Blue Sky — Wilco

### Кантри

#### Лучшее женское вокальное кантри-исполнение
- «Simple Love» — Элисон Краусс
- «Famous in a Small Town» — Миранда Ламберт
- «Nothin' Better to Do» — Лиэнн Раймс
- «Before He Cheats» — Кэрри Андервуд
- «Heaven, Heartache, and the Power of Love» — Триша Йервуд

#### Лучшее мужское вокальное кантри-исполнение
- «Long Trip Alone» — Диркс Бентли
- «A Woman’s Love» — Алан Джексон
- «If You're Reading This» — Тим Макгро
- «Give It Away» — Джордж Стрейт
- «Stupid Boy» — Кит Урбан

#### Лучшее вокальное кантри-исполнение дуэтом или группой
- «Proud of the House We Built» — Brooks & Dunn
- «How Long» — Eagles
- «Moments» — Emerson Drive
- «Lucky Man» — Montgomery Gentry
- «Sweet Memories» — The Time Jumpers

#### Лучшее совместное кантри-исполнение с вокалом
- «Days Aren’t Long Enough» — Steve Earle & Allison Moorer
- «Because of You» — Reba McEntire & Kelly Clarkson
- «I Need You» — Тим Макгро & Faith Hill
- «Lost Highway» — Вилли Нельсон & Ray Price
- «Oh Love» — Брэд Пейсли & Кэрри Андервуд

#### Best Country Instrumental Performance
- «Little Monk» — Russ Barenberg
- «Mucky the Duck» — The Greencards
- «Throttleneck» — Брэд Пейсли
- «Rawhide!» — Andy Statman
- «Fidoodlin» — The Time Jumpers

#### Лучшая кантри-песня
- «Before He Cheats»
  - Josh Kear & Chris Tompkins, авторы (Кэрри Андервуд)
- «Give It Away»
  - Bill Anderson, Buddy Cannon & Jamey Johnson, авторы (Джордж Стрейт)
- «I Need You»
  - Tony Lane & David Lee, авторы (Тим Макгро при участии Faith Hill)
- «If You’re Reading This»
  - Тим Макгро, Brad Warren & Brett Warren, авторы (Тим Макгро)
- «Long Trip Alone»
  - Brett Beavers, Диркс Бентли & Steve Bogard, авторы (Диркс Бентли)

#### Лучший кантри-альбом
- Long Trip Alone — Диркс Бентли
- These Days — Винс Гилл
- Let It Go — Тим Макгро
- 5th Gear — Брэд Пейсли
- It Just Comes Natural — Джордж Стрейт

### Альтернативная музыка

#### Лучший альтернативный альбом
- Alright, Still — Лили Аллен
- Neon Bible — Arcade Fire
- Volta — Бьорк
- Wincing the Night Away — The Shins
- Icky Thump — The White Stripes

### R&B

#### Лучшее женское вокальное R&B-исполнение
- «Just Fine» — Мэри Джей Блайдж
- «When I See U» — Fantasia Barrino
- «No One» — Алиша Киз
- «If I Have My Way»- Chrisette Michele
- «Hate on Me»- Jill Scott

#### Лучшее мужское вокальное R&B-исполнение
- «Woman» — Raheem DeVaughn
- «B.U.D.D.Y.» — Musiq Soulchild
- «Because of You» — Ne-Yo
- «Future Baby Mama» — Принс
- «Please Don’t Go» — Tank

#### Лучшее вокальное R&B-исполнение дуэтом или группой
- «Same Girl» — Ар Келли при участии Ашер
- «Disrespectful» — Чака Хан при участии Мэри Джей Блайдж
- «Hate That I Love You» — Рианна при участии Ne-Yo
- «Baby»- Angie Stone при участии Betty Wright
- «Bartender» — T-Pain при участии Эйкон

#### Лучшее вокальное исполнение традиционного R&B
- «Walk A Mile In My Shoes» — Otis Clay
- «All Night Long» — Randy Crawford & Joe Sample
- «In My Songs» — Gerald Levert
- «I Apologize» — Ann Nesby
- «I Am Your Man» — Ryan Shaw

#### Лучшееурбан/альтернативное исполнение
- «Make a Baby» — Vikter Duplaix
- «That’s the Way of the World» — Dwele
- «Daydreamin'» — Lupe Fiasco Featuring Jill Scott
- «Fantasy» — Meshell Ndegeocello
- «Dream» — Alice Smith

#### Лучшая R&B-песня
- «Beautiful Flower» — India.Arie
- «Hate That I Love You» — Рианна при участии Ne-Yo
- «No One» — Алиша Киз
- «Teachme» — Musiq Soulchild
- «When I See U» — Fantasia Barrino

#### Лучший R&B-альбом
- 'Funk This' — Чака Хан
- Lost & Found — Ledisi
- Luvanmusiq — Musiq Soulchild
- The Real Thing: Words and Sounds Vol. 3 — Jill Scott
- Sex, Love & Pain — Tank

#### Лучший современный R&B-альбом
- Konvicted — Эйкон
- Just Like You — Кейша Коул
- Fantasia — Fantasia
- East Side Story — Emily King
- Because of You — Ne-Yo

### Рэп

#### Лучшее сольное рэп-исполнение
- «The People» — Common при участии Dwele
- «I Get Money» — 50 Cent
- «Show Me What You Got» — Jay-Z
- «Big Things Poppin' (Do It)» — T.I.
- «Stronger» — Канье Уэст

#### Лучшее вокальное рэп-исполнение дуэтом или группой
- «Southside» — Common при участии Канье Уэст
- «Make It Rain» — Fat Joe при участии Лил Уэйн
- «Party Like a Rockstar» — Shop Boyz
- «International player’s Anthem (I Choose You)» — UGK при участии OutKast
- «Classic (Better Than I’ve Ever Been)» — Канье Уэст, Nas, KRS-One & Rakim

#### Лучшая совместная работа в стиле рэп
- «I Wanna Love You» — Эйкон при участии Snoop Dogg
- «Kiss Kiss» — Крис Браун при участии T-Pain
- «Let It Go» — Кейша Коул при участии Мисси Элиот & Lil' Kim
- «Umbrella» — Рианна при участии Jay-Z
- «Good Life» — Канье Уэст при участии T-Pain

#### Лучшая рэп-песня
- «Ayo Technology» — 50 Cent при участии Джастин Тимберлейк & Тимбалэнд
- «Big Things Poppin' (Do It)» — T.I.
- «Can’t Tell Me Nothing» — Канье Уэст
- «Crank That (Soulja Boy)» — Soulja Boy
- «Good Life» — Канье Уэст при участии T-Pain

#### Лучший рэп-альбом
- Finding Forever — Common
- Kingdom Come — Jay-Z
- Hip Hop Is Dead — Nas
- T.I. vs. T.I.P. — T.I.
- Graduation — Канье Уэст

#### Лучший альбом разговорного жанра
- Барак Обама за аудиоверсию книги «The Audacity Of Hope: Thoughts on Reclaiming the American Dream» («Дерзкие надежды: как восстановить американскую мечту»)

### Кино, ТВ и другие визуальные медиа
Best Compilation Soundtrack Album
- Love — George Martin & Giles Martin (The Beatles)
- Across The Universe — Various Artists
- Dreamgirls — Various Artists
- Hairspray — Various Artists
- Once — Glen Hansard & Markéta Irglová

Лучший саундтрек для визуальных медиа
- Ratatouille — Michael Giacchino
- Babel — Gustavo Santaolalla
- Blood Diamond — James Newton Howard
- The Departed — Howard Shore
- Happy Feet — John Powell
- Pan’s Labyrinth — Javier Navarrete

Лучшая песня, написанная для визуальных медиа
- «Love You I Do» (из Dreamgirls)
  - Siedah Garrett & Henry Krieger, авторы (Jennifer Hudson)
- «Falling Slowly» (из Once)
  - Glen Hansard & Marketa Irglova, авторы (Glen Hansard & Markéta Irglová)
- «Guaranteed» (из Into the Wild)
  - Eddie Vedder, автор (Eddie Vedder)
- «Song of the Heart» (из Happy Feet)
  - Prince Rogers Nelson, автор (Prince)
- «You Know My Name» (из Casino Royale)
  - David Arnold & Chris Cornell, авторы (Chris Cornell)

### Производство
Продюсер года, классический
- Юдит Шерман

Продюсер года, не классический
- Марк Ронсон
  - «Back to Black» (Эми Уайнхаус)
  - «Littlest Things» (Лили Аллен)
  - «Rehab» (Эми Уайнхаус)
  - Version (Марк Ронсон)
  - «You Know I’m No Good» (Эми Уайнхаус)